# 2735 Еллен
2735 Еллен (2735 Ellen) — астероїд головного поясу, відкритий 13 вересня 1977 року.
Тіссеранів параметр щодо Юпітера — 3,900.